# Bodotria parva
Bodotria parva är en kräftdjursart som beskrevs av William Thomas Calman 1907. Bodotria parva ingår i släktet Bodotria och familjen Bodotriidae. Inga underarter finns listade i Catalogue of Life.